# ブキ・バトック駅
ブキ・バトック駅（ブキ・バトックえき、英語 : Bukit Batok MRT Station）は、シンガポールにある、MRT南北線の高架駅。

## 駅構造
島式1面2線のホームを持つ駅。
| A | ■南北線 | ジュロン・イースト方面 |
| B | ■南北線 | マリーナ・ベイ方面     |

## 歴史
- 1990年3月10日にMRT東西線の支線として開業した。
- 1996年2月10日にチョア・チュー・カン駅以北が完成し、MRT南北線の駅として営業を開始する。